# Severin Elektrogeräte

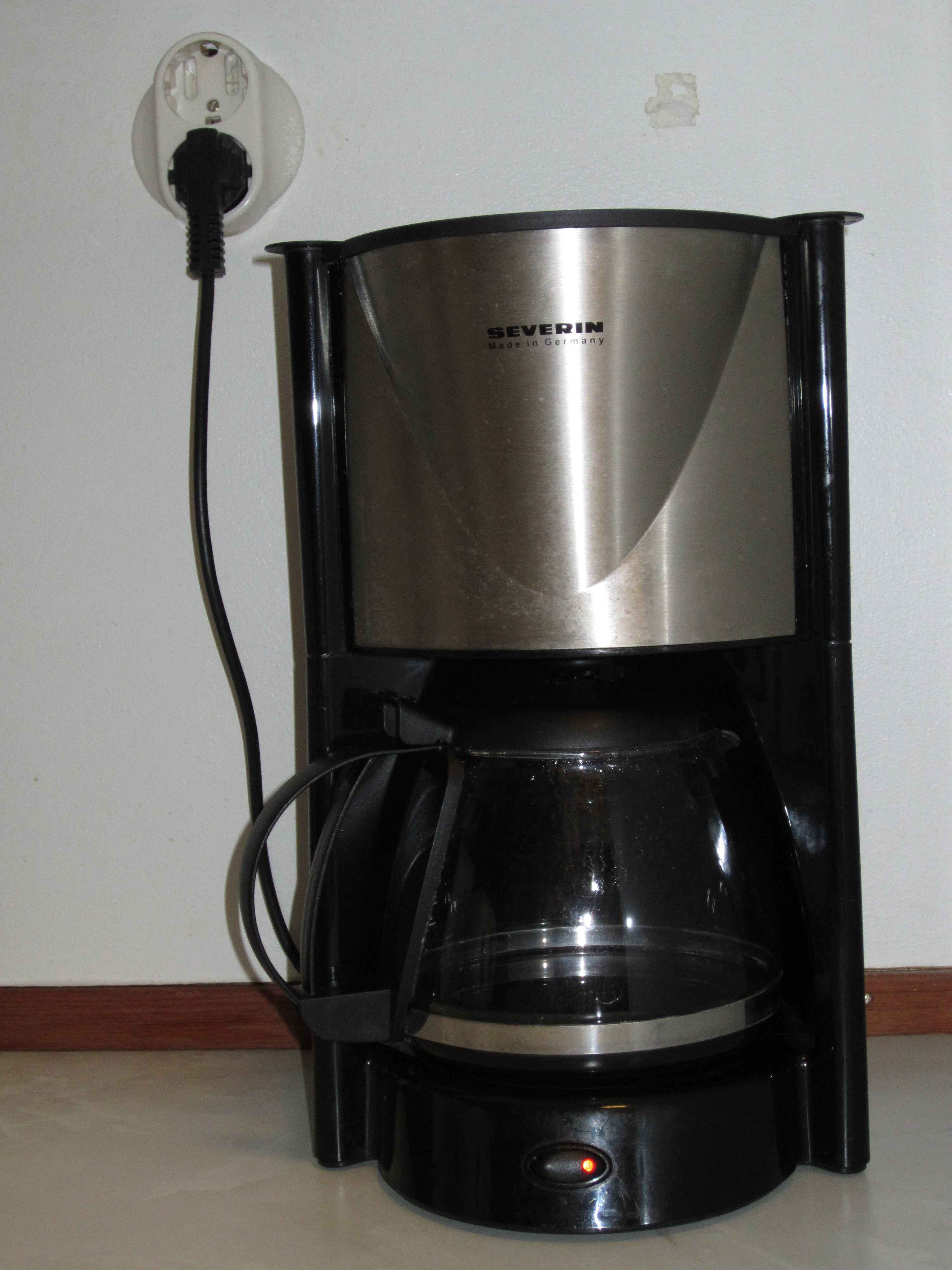
Severin Coffeemaker

SEVERIN Elektrogeräte GmbH — немецкая компания по производству бытовой техники. Компания была основана в 1892 году Антоном Северином в городе Зундерн неподалёку от Дортмунда. Маленькая кузница превратилась со временем в одно из самых крупных немецких предприятиях — производителей бытовой техники. В настоящее время семейное предприятие «Severin» выпускает более 200 различных бытовых приборов.
В 1892 году после переезда из Хёнепетала в Зундерн, он открыл там свою собственную кузницу. Его сын, Антон Северин-младший, квалифицированный слесарь, успешно продолжил затем его дело. После Второй мировой войны в руководство фирмы вошли его зятья Рудольф Шульте и Гельмут Гофман. В настоящее время у руля предприятия стоит уже четвёртое поколение.
Ассортимент продукции включает в себя такие элементы как: кофеварки, электрические чайники, тостеры, блендеры, пылесосы и т. д.. Всего более 200 различных типов электрических устройств в ассортименте. В 2011 году штат сотрудников достиг максимума, более 2600 сотрудников и действует в более чем 80 стран мира. Severin имеет офисы продаж во Франции, Испании, Швеции, Нидерландах, Италии и Польше. В 1995 году был открыт сборочный завод в Китае в городе Шэньчжэнь.